# 1781
1781 (MDCCLXXXI) je bilo navadno leto, ki se je po gregorijanskem koledarju začelo na ponedeljek, po 11 dni počasnejšem julijanskem koledarju pa na petek.

## Dogodki
- 13. marec - William Herschel v ozvezdju Dvojčkov okrije sedmi planet Uran.

## Rojstva
- 6. maj - Karl Christian Friedrich Krause, nemški filozof († 1832)
- 21. junij - baron Siméon-Denis Poisson, francoski fizik, matematik, geometer († 1840)
- 5. oktober - Bernard Bolzano, češko-nemški matematik, filozof, teolog in logik († 1848)
- 11. december - sir David Brewster, škotski fizik, pisatelj († 1868)

## Smrti
- 15. februar - Gotthold Ephraim Lessing, nemški dramatik, filozof (* 1729)
- 18. marec - Turgot, francoski ekonomist in državnik (* 1727)